# Psephurus gladius
El pez espátula del Yangtsé o pez espátula chino (Psephurus gladius) (en chino tradicional, 白鱘; en chino simplificado, 白鲟; pinyin, báixún) es una especie extinta de pez acipenseriforme de la familia Polyodontidae. Principalmente se encontraba en las aguas del río Yangtze, en China. También se registró en el río Amarillo y también en el mar del mismo nombre (mar Amarillo). Poseía cabeza y hocico alargado, este último puntiagudo. Medía unos 3 m de longitud y pesaban unos 300 kg, aunque hay registros de ejemplares de hasta 7 m. En cuanto a la nutrición, el pez espátula chino era omnívoro. Se nutría de otros tipos de peces y algunos crustáceos. Era una especie anádroma, es decir, desarrollaba una amplia parte de su vida en el mar para luego migrar río arriba para reproducirse. Esta especie por lo general se encontraba en la superficie. En ocasiones se desplazaba hacia lagos de gran tamaño. Su periodo de ovación se encontraba entre marzo y abril.
El pez espátula chino se declaró oficialmente extinto en 2022, con un tiempo estimado de extinción para 2005 y no más tarde de 2010, aunque se había extinguido funcionalmente en 1993. La principal causa de su extinción fue la construcción de las presas de Gezhouba y Three Gorges, que provocó la fragmentación de la población y bloqueó la migración de desove anádromo. La sobrepesca también jugó un papel importante en su desaparición. La pesca del pez espátula chino se remonta a siglos atrás, con cosechas anuales que alcanzaban las 25  tn en la década de 1970. Desde la década de 1990, la Unión Internacional para la Conservación de la Naturaleza (UICN, por sus siglas en inglés) incluyó oficialmente a la especie como especie en peligro crítico de extinción y fue vista con vida por última vez en 2003. Un artículo de 2019 que incluyó a científicos del Instituto de Investigación Pesquera del Río Yangtze encontró que la especie se había extinguido. El Grupo de Especialistas en Esturiones de la Comisión de Supervivencia de Especies de la UICN acordó por unanimidad su extinción el 15 de septiembre de 2019. Fue catalogado formalmente como extinto por la UICN en julio de 2022. El 21 de julio de 2022 se declaró oficialmente extinta por la Unión Internacional para la Conservación de la Naturaleza.

## Descripción

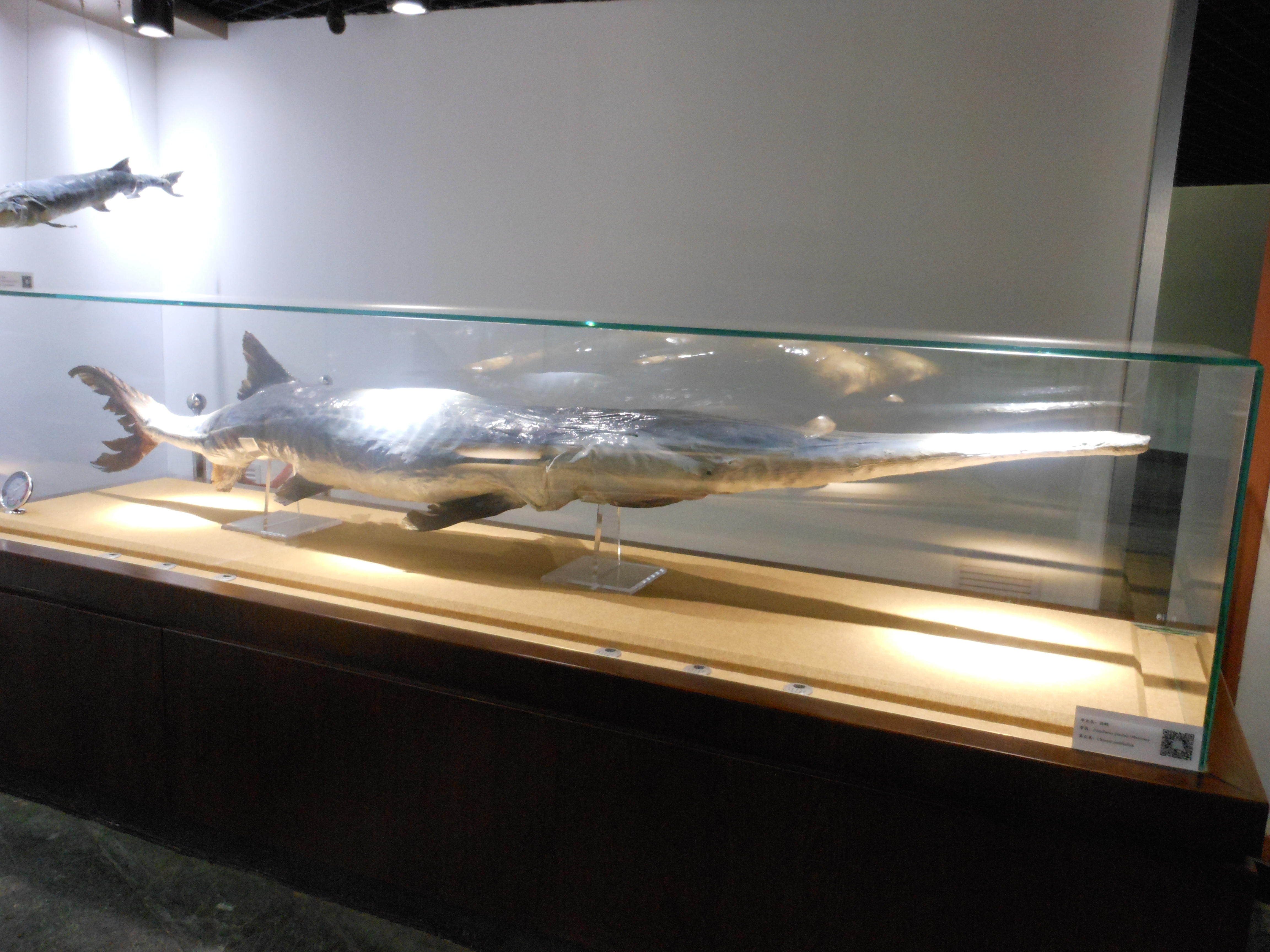
Un ejemplar en el Museo de Ciencias Hidrobiológicas del Instituto de Hidrobiología de Wuhan

El pez espátula chino tenía el vientre blanco, y la espalda y la cabeza eran grises.  Sus aletas dorsal y anal estaban situadas considerablemente más atrás en el cuerpo. El rostro en forma de paleta era estrecho y puntiagudo, y medía entre un cuarto y hasta un tercio de la longitud total del cuerpo.  Sus ojos eran pequeños y redondos.  La aleta caudal era heterocerca (la espina se extendía hacia el lóbulo superior), con el lóbulo inferior bien desarrollado.  El cráneo es más alargado y estrecho que el del pez espátula americano, y carece de la escultura presente en los huesos del cráneo de otros peces espátula, con los huesos estrellados (en forma de estrella) en el rostro menos numerosos que los del pez espátula americano.  Los dientes eran pequeños, afilados, con forma de canino y curvados hacia adentro, y se volvían proporcionalmente más pequeños en relación con la mandíbula durante el crecimiento, y en los adultos maduros estaban completamente fusionados al hueso. En comparación con Polyodon , las mandíbulas eran más cortas y tenían una abertura proporcionalmente más estrecha y, a diferencia del pez espátula americano, pero similar al pez espátula fósil, la mandíbula superior no estaba firmemente unida a la caja craneana.  Al igual que otros peces espátula, el esqueleto era en gran parte cartilaginoso.  El cuerpo carecía de escamas,  excepto por pequeñas escamas en el pedúnculo caudal y la aleta caudal.
Los juveniles alcanzaron un peso de alrededor de 1 a 1,5 kilogramos (2 a 3 libras) para su primer invierno y una longitud de 1 m (3 pies) y un peso de aproximadamente 3,3 kg (7 libras 4 onzas) cuando tenían un año de edad. Más allá de esta longitud, la ganancia de peso proporcional en relación con la longitud del cuerpo aumentó drásticamente, alcanzando un peso de aproximadamente 12,5 kg (28 libras) cuando tenían alrededor de 1,5 m (5 pies) de largo. Alcanzaron la madurez sexual con un peso de alrededor de 25 kg (55 libras).  La longitud máxima del pez espátula chino a menudo se cita como 7 m (23 pies), con esta estimación aparentemente dada por C. Ping (1931), aunque según Grande y Bemis (1991), los especímenes de más de tres metros (diez pies) no se habían medido definitivamente.  Ping registró que pescadores en Nankín capturaron un pez espátula chino con una longitud de 7 metros (23 pies) y un peso de 907 kilogramos (2000 libras). FishBase y el Fondo Mundial para la Naturaleza dan un peso máximo conservador de 300 a 500 kg (660 a 1100 libras).  Se sugiere que los peces hembra crecieron más que los peces machos una vez que alcanzaron la madurez sexual, aunque crecieron a tasas similares antes de esto. Se ha estimado que la esperanza de vida es de 29 a 38 años, aunque es probable que la esperanza de vida máxima teórica haya sido significativamente mayor, ya que la estimación refleja los impactos antropogénicos en la población.

## Taxonomía e historia evolutiva

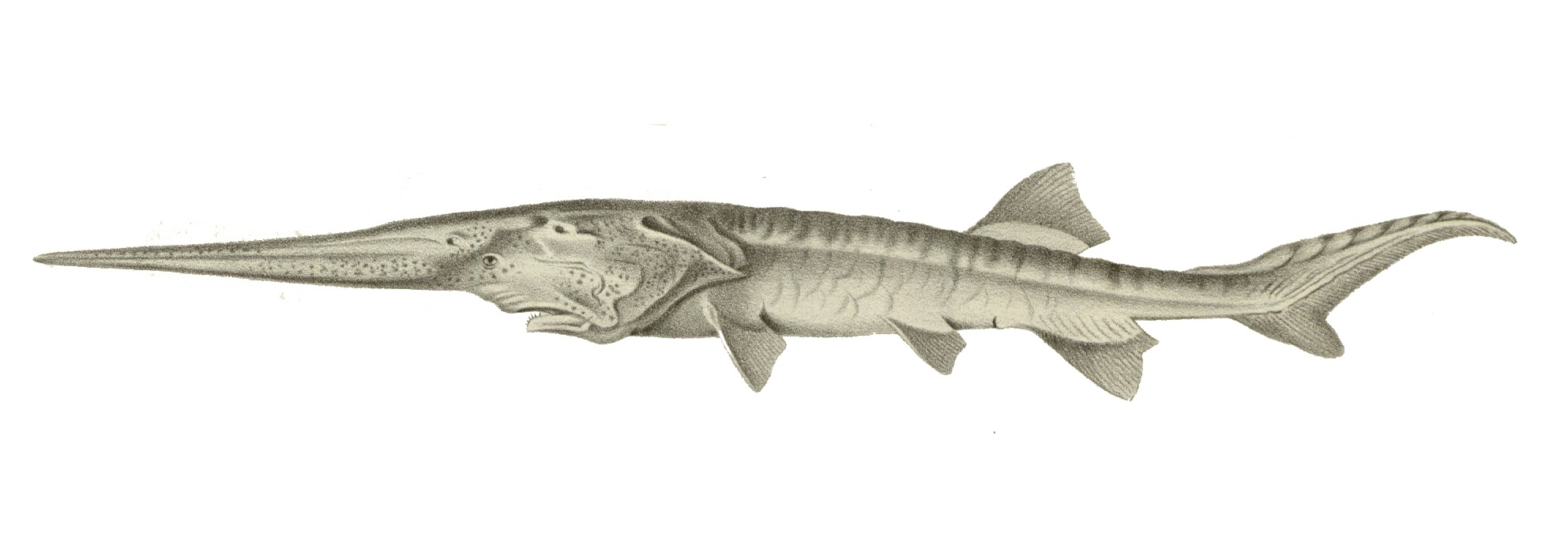
Dibujo científico de Psephurus gladius de 1868 en Nouvelles Archives du Muséum national d'histoire naturelle.

La especie fue nombrada por primera vez como una especie de Polyodon por Eduard Carl von Martens en 1862. Fue colocado en un género monotípico separado por Albert Günther en 1873. La especie también recibió un nombre diferente, Spatularia angustifolium por Johann Jakob Kaup también en 1862, pero se considera un sinónimo más moderno de P. gladius.
El pez espátula (Polyodontidae) es una de las dos familias vivas de Acipenseriformes junto con los esturiones (Acipenseridae). Los registros más antiguos de Acipenseriformes datan del Jurásico temprano, hace más de 190 millones de años. El fósil de pez espátula más antiguo es el de Protopsephurus del Cretácico Inferior de China, que data de hace unos 120 millones de años. Los representantes más antiguos del género que contiene el pez espátula americano (Polyodon) datan de hace unos 65 millones de años, desde el comienzo del Paleoceno. Se han dado varias estimaciones de relojes moleculares para la edad de la divergencia entre el pez espátula estadounidense y el chino, incluidos hace 68 millones de años, hace 72 millones de años, y hace 100 millones de años, todos datan del medio al Cretácico superior.
Relaciones de géneros de peces espátula recientes y fósiles, según Grande et al. (2002).

|  | †Protopsephurus |
|  |                 |

|  | †Paleopsephurus |
|  |                 |

|  | †Psephurus                                                 |
|  |                                                            |
|  | \| \| †Crossopholis \| \| \| \| \| \| Polyodon \| \| \| \| |
|  |                                                            |
|  | †Crossopholis                                              |
|  |                                                            |
|  | Polyodon                                                   |
|  |                                                            |

|  | †Crossopholis |
|  |               |
|  | Polyodon      |
|  |               |

|  | †Paleopsephurus |
|  |                 |

|  | †Psephurus                                                 |
|  |                                                            |
|  | \| \| †Crossopholis \| \| \| \| \| \| Polyodon \| \| \| \| |
|  |                                                            |
|  | †Crossopholis                                              |
|  |                                                            |
|  | Polyodon                                                   |
|  |                                                            |

|  | †Crossopholis |
|  |               |
|  | Polyodon      |
|  |               |

|  | †Protopsephurus |
|  |                 |

|  | †Paleopsephurus |
|  |                 |

|  | †Psephurus                                                 |
|  |                                                            |
|  | \| \| †Crossopholis \| \| \| \| \| \| Polyodon \| \| \| \| |
|  |                                                            |
|  | †Crossopholis                                              |
|  |                                                            |
|  | Polyodon                                                   |
|  |                                                            |

|  | †Crossopholis |
|  |               |
|  | Polyodon      |
|  |               |

|  | †Paleopsephurus |
|  |                 |

|  | †Psephurus                                                 |
|  |                                                            |
|  | \| \| †Crossopholis \| \| \| \| \| \| Polyodon \| \| \| \| |
|  |                                                            |
|  | †Crossopholis                                              |
|  |                                                            |
|  | Polyodon                                                   |
|  |                                                            |

|  | †Crossopholis |
|  |               |
|  | Polyodon      |
|  |               |

|  | †Protopsephurus |
|  |                 |

|  | †Paleopsephurus |
|  |                 |

|  | †Psephurus                                                 |
|  |                                                            |
|  | \| \| †Crossopholis \| \| \| \| \| \| Polyodon \| \| \| \| |
|  |                                                            |
|  | †Crossopholis                                              |
|  |                                                            |
|  | Polyodon                                                   |
|  |                                                            |

|  | †Crossopholis |
|  |               |
|  | Polyodon      |
|  |               |

|  | †Paleopsephurus |
|  |                 |

|  | †Psephurus                                                 |
|  |                                                            |
|  | \| \| †Crossopholis \| \| \| \| \| \| Polyodon \| \| \| \| |
|  |                                                            |
|  | †Crossopholis                                              |
|  |                                                            |
|  | Polyodon                                                   |
|  |                                                            |

|  | †Crossopholis |
|  |               |
|  | Polyodon      |
|  |               |

|  | †Protopsephurus |
|  |                 |

|  | †Paleopsephurus |
|  |                 |

|  | †Psephurus                                                 |
|  |                                                            |
|  | \| \| †Crossopholis \| \| \| \| \| \| Polyodon \| \| \| \| |
|  |                                                            |
|  | †Crossopholis                                              |
|  |                                                            |
|  | Polyodon                                                   |
|  |                                                            |

|  | †Crossopholis |
|  |               |
|  | Polyodon      |
|  |               |

|  | †Paleopsephurus |
|  |                 |

|  | †Psephurus                                                 |
|  |                                                            |
|  | \| \| †Crossopholis \| \| \| \| \| \| Polyodon \| \| \| \| |
|  |                                                            |
|  | †Crossopholis                                              |
|  |                                                            |
|  | Polyodon                                                   |
|  |                                                            |

|  | †Crossopholis |
|  |               |
|  | Polyodon      |
|  |               |

## Distribución, hábitat y ecología

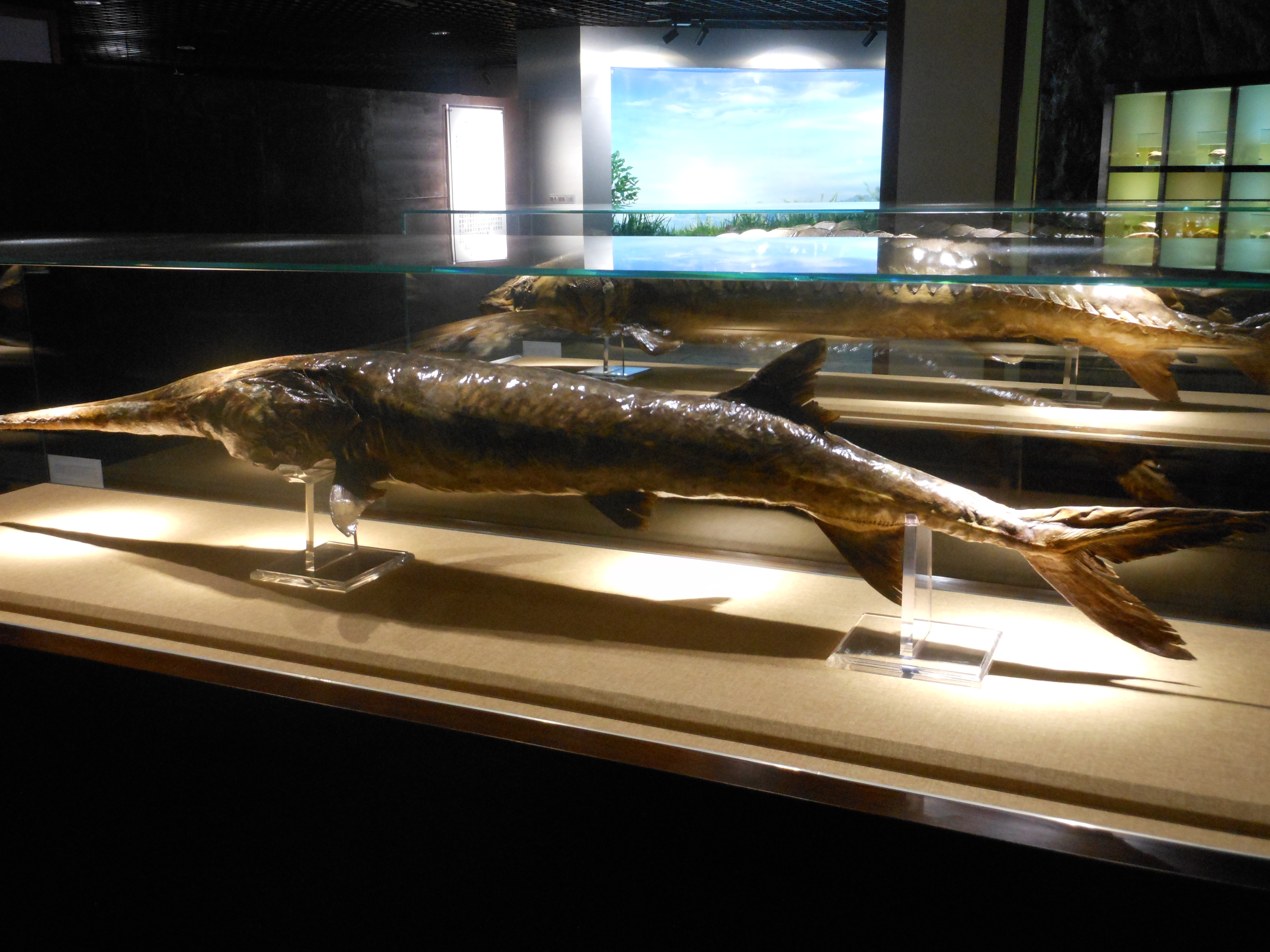
Un ejemplar de Psephurus gladius exhibido en el Museo de Ciencias Hidrobiológicas del Instituto de Hidrobiología de Wuhan.

El pez espátula chino era originario de la cuenca del río Yangtsé (Chang Jiang) y su estuario en el Mar de China Oriental . Históricamente, también se ha registrado en la cuenca del río Amarillo (conectado al Yangtsé por el Gran Canal ) y su estuario en el Mar Amarillo. Habitaba principalmente en los grandes ríos, pero a veces se desplazaba a grandes lagos.  Debido a su naturaleza anádroma, se encontraron ejemplares maduros en las aguas costeras del Mar de China Oriental y el Mar Amarillo; ocasionalmente, las mareas vivas los arrastraban a los tramos inferiores de los ríos Qiantang y Yong de la provincia de Zhejiang.
La especie pasó parte de su vida en la sección inferior del Yangtsé, incluyendo el agua salobre de su estuario, pero migró río arriba y hacia los principales afluentes para congregarse para el desove, que tuvo lugar en primavera, desde mediados de marzo hasta principios de abril. Un sitio de desove en el río Jinsha, ubicado en el punto medio del río, a unos 60 m (200 pies) de la orilla del río, tenía alrededor de 500 m (1600 pies) de longitud y tenía una profundidad máxima de agua de 10 m (33 pies) y un flujo de agua rápido, con sedimentos del fondo en los tramos inferiores llenos de guijarros y en los tramos superiores fangosos o arenosos.  Un estudio sobre una muestra de peces espátula chinos en desove encontró que todos tenían al menos 8 años de edad.  Es probable que las hembras maduraran sexualmente más tarde que los machos, y probablemente no desovaran todos los años, probablemente cada dos años o con una frecuencia algo menor, como otros acipenseriformes.  Los ovarios de la hembra contenían más de 100.000 huevos, cada uno de aproximadamente 2,7 mm de diámetro. Los cigotos y alevines en desarrollo se limitaban a la región de la cuenca del Yangtsé, aguas arriba de Luzhou , en el sureste de Sichuan, mientras que los ejemplares jóvenes y adultos se distribuían ampliamente por todo el río Yangtsé, desde el curso inferior hasta el superior.

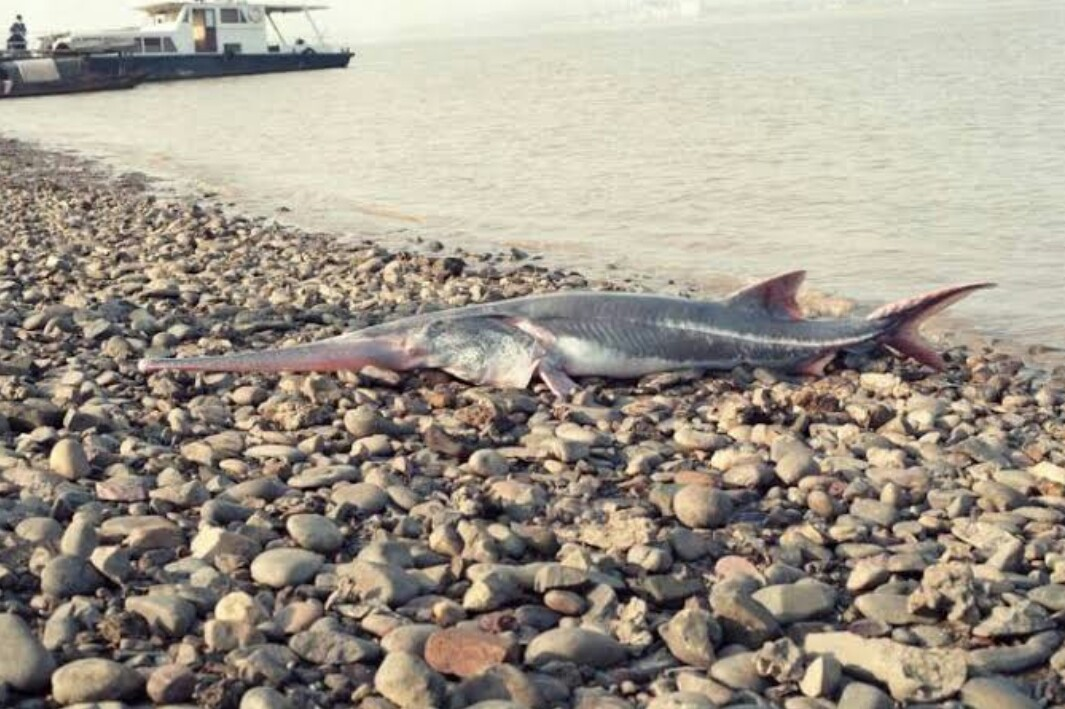
Espécimen hallado en las costas del río.

El pez era en gran parte solitario y ocupaba las capas medias-bajas de la columna de agua. Los peces espátula chinos eran conocidos por ser buenos nadadores. A diferencia de su pariente, el pez espátula americano, que es un alimentador por filtración planctívoro , el pez espátula chino era principalmente piscívoro y se alimentaba principalmente de peces pequeños a medianos como anchoas (Coilia) , ciprínidos (Coreius , Rhinogobio) , gobios (Gobius) , así como bagres (bagridae) y lenguados bothid . También comían camarones y cangrejos.  Las mandíbulas, a diferencia del pez espátula americano pero como los esturiones y los peces espátula fósiles, eran capaces de protrusión, una forma de cinesis craneal que les permitía moverse en relación con el resto del cráneo, con la mandíbula superior pudiendo empujar hacia abajo y hacia adelante para atrapar presas.  El pez espátula, al igual que otros Acipenseriformes y varios otros grupos de vertebrados, realiza electrorrecepción pasiva (la detección de campos eléctricos externos ) mediante unas estructuras llamadas ampollas, que forman una extensión del sistema de la línea lateral de los órganos sensoriales. La electrorrecepción pasiva (donde los campos eléctricos se detectan, pero no se generan, como en los peces eléctricos ) se utiliza principalmente para detectar los campos eléctricos débiles generados por las presas.  La cabeza y el rostro del pez espátula chino, al igual que los de otros peces espátula, estaban densamente poblados de ampollas, lo que indica que mejorar la electrorrecepción era una de las principales funciones del rostro.

## Conservación, declive y extinción
El pez espátula chino figura en la lista de animales protegidos de primer nivel de la República Popular de China desde 1983 y figura en el Apéndice II de la CITES desde 1998. Al igual que otras especies que habitan en este río asiático, se encuentra en grave peligro de extinción. No se han visto alevines de la especie desde 1995, ni ningún ejemplar de cualquier edad de la misma desde 2003.

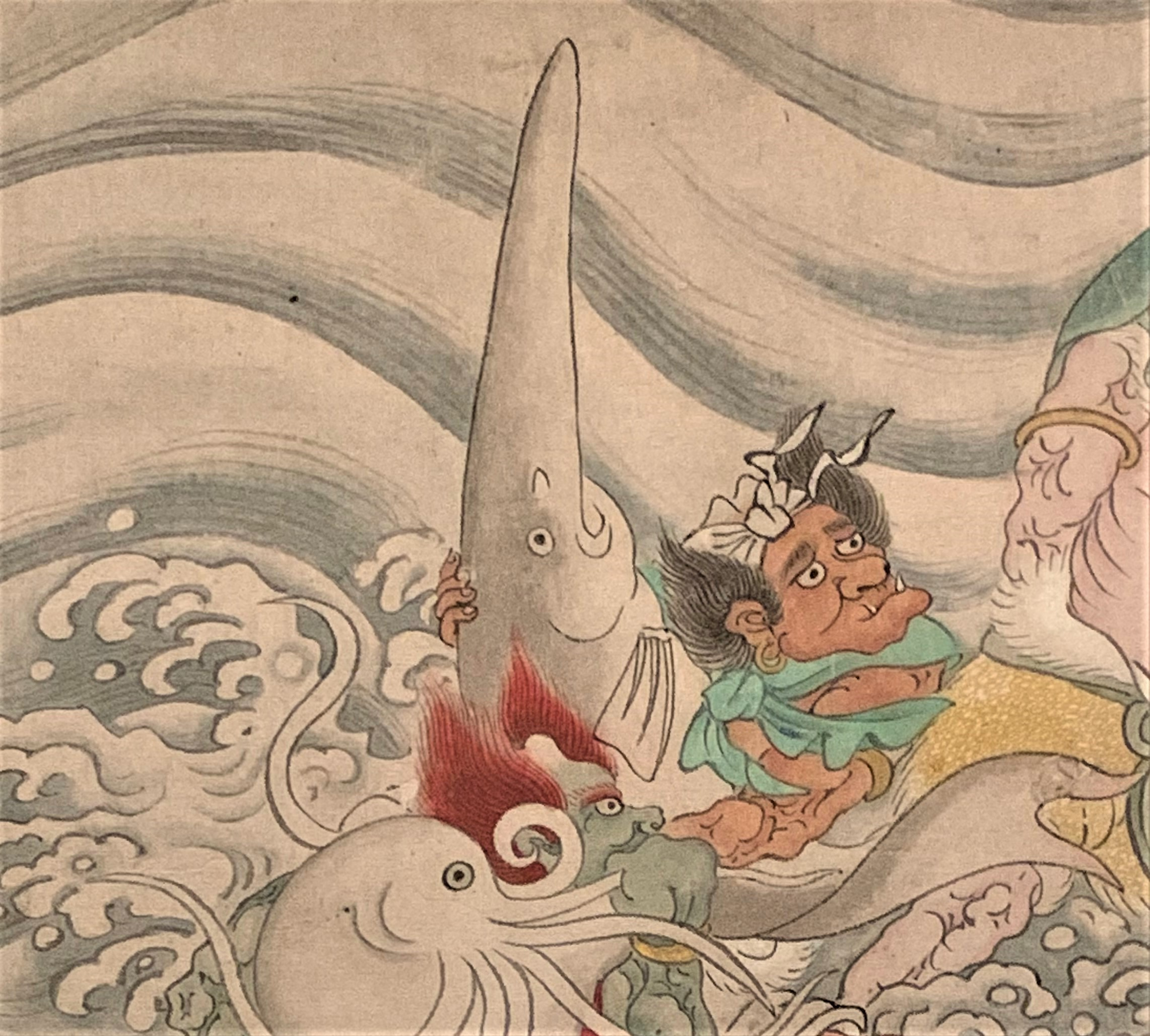
Representación en la obra del Buscando demonios en las montañas de Zheng Zhong

La población ha decrecido considerablemente a lo largo del siglo XX. Datos de las capturas ejercidas por los pescadores en el río Yangtzé entre los años 1982 y 2008 indican que fue en el año 1985 en el que más individuos de esta especie se pescaron. En total sumaron treinta y dos.
Aunque siguieran existiendo individuos de pez espátula del Yangtzé los expertos en conservación de especies marinas piensan que su número sería demasiado bajo como para garantizar que la especie sobreviva. Actualmente existen métodos que crían especies en peligro en cautividad para luego reintroducirlas en su medio natural. El éxito de este método depende de que se encuentren ejemplares adultos en estado salvaje, lo cual no sucede desde 2009. 
Los últimos registros del pez espátula chino en la cuenca del río Amarillo y su estuario datan de la década de 1960, aunque se observaron descensos entre los siglos XIII y XIX. Los descensos fueron significativos en toda su área de distribución principal en la cuenca del Yangtsé, pero las capturas anuales de 25 toneladas continuaron hasta la década de 1970. En 1983, el gobierno chino ilegalizó la pesca de la especie debido a su descenso en número. La especie todavía se encontraba en pequeñas cantidades en la década de 1980 (por ejemplo, se capturaron 32 en 1985), y se vieron ejemplares jóvenes tan recientemente como en 1995. Debido a la rareza del pez cuando se comprendió que estaba en peligro, y al hecho de que los peces adultos eran difíciles de mantener en cautiverio, los intentos de crear una población de cría en cautiverio fracasaron.

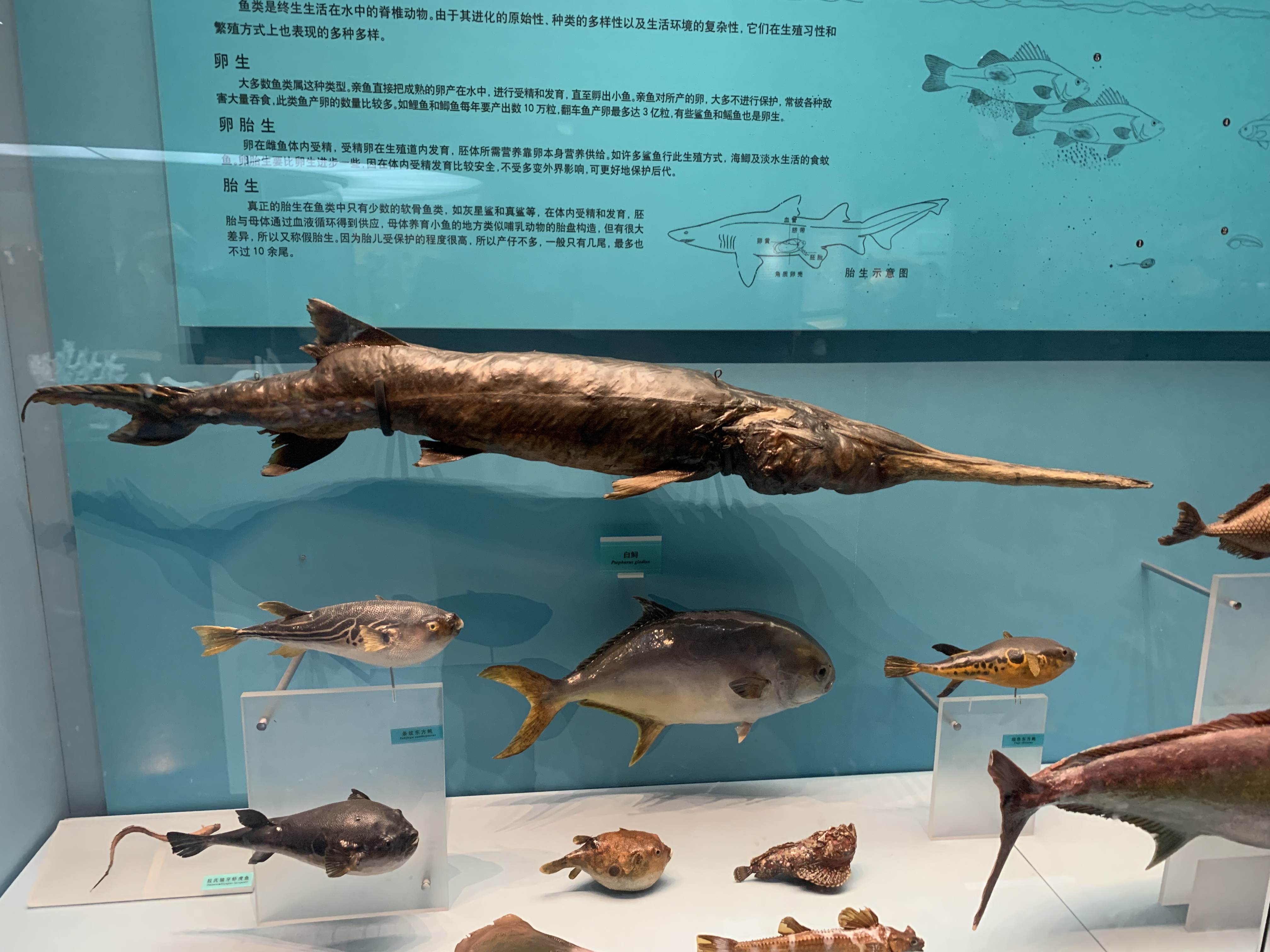
Un ejemplar preservado con algunas especies de peces, Museo de Historia Natural de Tianjin.

Desde el año 2000, solo se han confirmado dos avistamientos del pez vivo, ambos en la cuenca del Yangtzé: el primero fue una hembra de 3,3 metros y 117 kilogramos capturada en Nankín en 2002, y el segundo fue una hembra de 3,52 metros y 160 kg capturada accidentalmente en Yibin , Sichuan, el 24 de enero de 2003 por el pescador Liu Longhua; el primero murió a pesar de los intentos de salvarlo y el segundo fue marcado con una radio y liberado, pero la etiqueta dejó de funcionar después de solo 12 horas.
Durante una búsqueda realizada en la cuenca del Yangtsé de 2006 a 2008, un equipo de investigación de la Academia China de Ciencias Pesqueras en Jingzhou no logró capturar ningún pez espátula, pero se registraron dos posibles especímenes con señales hidroacústicas. Un estudio exhaustivo publicado en 2019, que incluyó a científicos del Instituto de Investigación Pesquera del Río Yangtze , encontró que la especie estaba ciertamente extinta, basándose en su ausencia en extensos estudios de captura del Yangtze entre 2017 y 2018. El documento estimó que la especie se extinguió entre 2005 y 2010, pero se extinguió funcionalmente en 1993. La causa principal de su extinción fue la sobrepesca y la construcción de presas a lo largo del Yangtze. El pez espátula sufrió una grave sobrepesca en todas las etapas de crecimiento, desde los alevines (fácilmente capturados con métodos de pesca tradicionales) hasta la edad adulta. Esto, sumado al largo periodo generacional debido a su lenta maduración, redujo la sostenibilidad de las poblaciones viables. La construcción de presas, en particular la presa de Gezhouba , que entró en funcionamiento en 1981, y la presa de las Tres Gargantas, encerró y dividió las poblaciones e impidió la migración para el desove. Por lo tanto, el documento recomendó la reclasificación de la especie como Extinta por la UICN.  El Grupo de Especialistas en Esturión de la Comisión de Supervivencia de Especies de la UICN también formuló una recomendación similar en septiembre de 2019.
Actualmente está considerado como extinto según la lista roja de especies de la UICN.